# Ceklarz
Ceklarz (zbir, siepacz, oprawca) – pachołek miejski, którego zadaniem było pilnowanie porządku w dzień i w nocy, wyłapywanie włóczęgów i żebraków, stawienie szubienic i wymierzanie kary chłosty.
W Krakowie ceklarze stanowili też osobistą ochronę burmistrza.